# Becky G

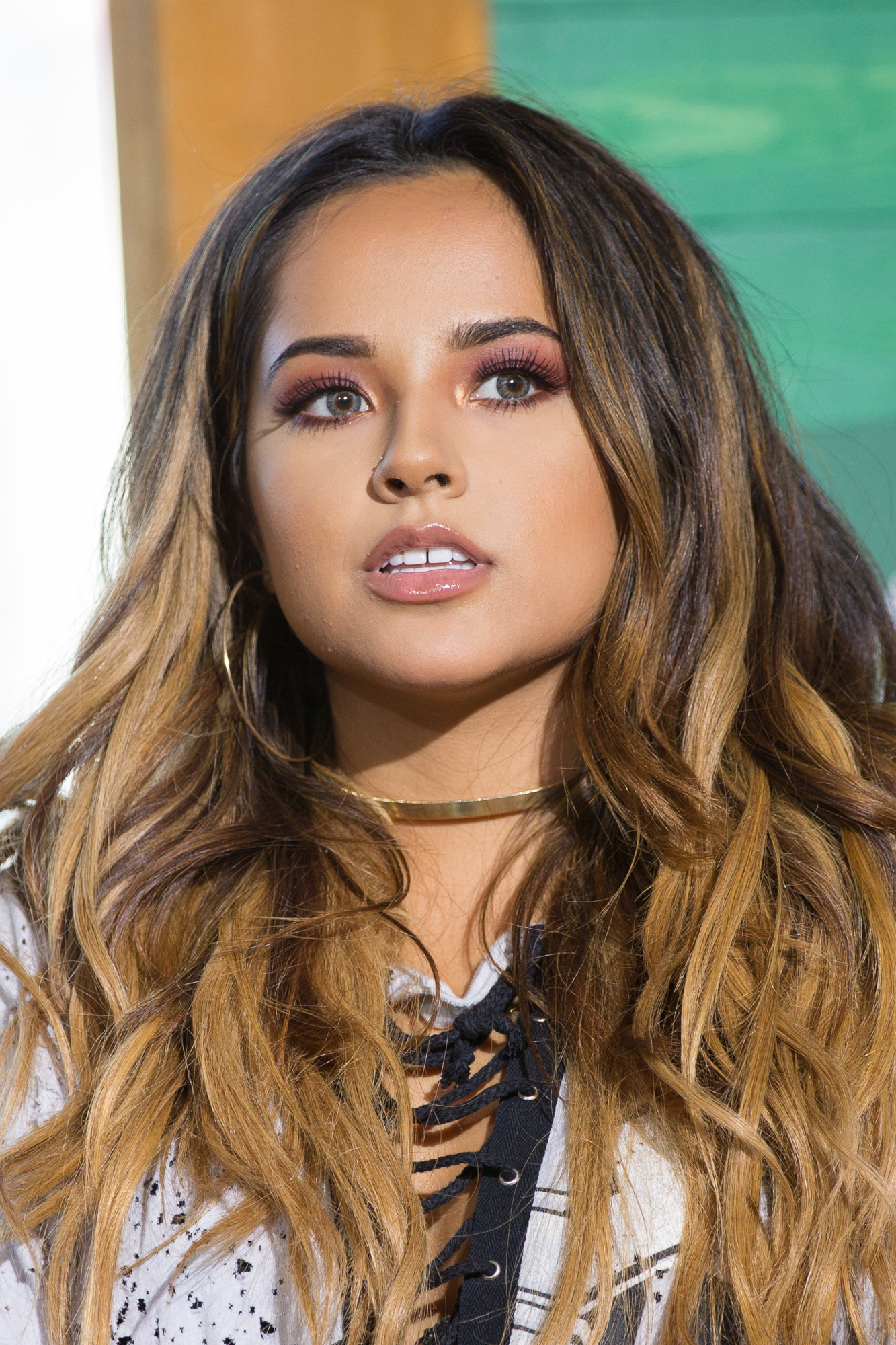
Becky G (2016)

Becky G, eigentlich Rebbeca Marie Gomez (* 2. März 1997 in Inglewood) ist eine US-amerikanische Sängerin, Tänzerin und Schauspielerin.

## Leben
Alle Großeltern stammen aus dem Bundesstaat Jalisco in Mexiko. Die Eltern von Rebbeca (Alejandra und Francisco Gomez) wurden in den USA geboren. Rebecca wurde in Inglewood bei Los Angeles geboren, wo sie auch aufwuchs. Als sie neun Jahre alt war, zog ihre Familie in die Garage ihrer Großeltern, da Beckys Eltern die Miete nicht mehr bezahlen konnten. Sie spielte in Werbefilmen mit und begann in ihren frühen Teenagerjahren Musik zu machen. 2011 postete sie auf YouTube ein Cover des Songs Otis von Kanye West, auf das der Produzent Dr. Luke aufmerksam wurde. Dies markierte den Beginn ihrer Musikkarriere.
Am 2. Oktober 2012 wurde die Single Oath, die Becky G an der Seite der britischen Sängerin Cher Lloyd singt, veröffentlicht. Sie erreichte Platz 73 der US-amerikanischen Charts. Ihre erste Single Problem (The Monster Remix), die sie zusammen mit Will.i.am aufnahm, diente als Soundtrack für den Animationsfilm Hotel Transsilvanien. Am 23. April 2013 veröffentlichte sie mit Becky from the Block ein Cover von Jennifer Lopez’ Lied Jenny from the Block aus dem Jahr 2002. Dabei wurde der Text verändert und nimmt Bezug auf Inglewood, anstatt der Bronx im Original. Das Video für die folgende Single Play It Again, die von Dr. Luke, Ammo, and Cirkut produziert wurde, wurde am 6. Mai 2013 veröffentlicht. Ihr Lied Can’t Get Enough, eine Zusammenarbeit mit dem Rapper Pitbull, das in einer Mischung aus Englisch und Spanisch gesungen ist, erreichte den ersten Platz der Billboard Latin Rhythmic Airplay Charts. Am 23. April 2014 wurde ihre Single Shower veröffentlicht, in dessen Video der Rapper T. Mills einen Cameo-Auftritt hat. Die Single entwickelte sich zu einem Erfolg und erreichte unter anderem in Deutschland, Großbritannien, Australien und den USA die offiziellen Single-Charts. Im Oktober 2014 trat sie mehrmals in der Prismatic-Tour von Katy Perry auf. Im selben Jahr erhielt sie einen Radio Disney Music Award als bester Newcomer.
Laut Time gehörte Becky G zu den 25 einflussreichsten Teenagern 2014. 2015 hatte sie einen Gastauftritt in der Disney-Serie Austin & Ally sowie als „Valentina“ in der Hip-Hop-Serie Empire. 2017 spielte in dem Kinofilm Power Rangers die Hauptrolle der Trini Kwan/Gelber Ranger, für die sie für den Teen Choice Awards in der Kategorie Choice Sci-Fi Movie Actress nominiert wurde.
Im September 2019 wurde das Musikvideo Chicken Noodle Soup, welches sie zusammen mit dem südkoreanischen Rapper J-Hope aus der K-Pop Band BTS sang, veröffentlicht. Im November 2019 wurde Becky G als Verkörperung der virtuellen Figur Qiyana aus League of Legends ausgewählt, um mit Thutmose, Soyeon von (G)I-DLE, Keke Palmer und Duckwrth die Band „True Damage“ zu repräsentieren. Der veröffentlichte Song GIANTS wurde im Finale der Weltmeisterschaft live gespielt.
Am 20. April 2021 erschien mit Ram pam pam zum dritten Mal eine Kollaboration zwischen ihr und Natti Natasha als Single. Zum ersten Mal arbeiteten die beiden für ihre gemeinsam Single Sin pijama zusammen. Das Lied erschien erstmals am 20. April 2018 als Single und erreichte die Chartspitze in Spanien sowie weitere Chartplatzierungen in der Schweiz und den Vereinigten Staaten. Die Single erhielt unter anderem 38 Platin-Schallplatten für „Latin“-Produkte in den Vereinigten Staaten, womit sie sich alleine dort über 2,2 Millionen Mal verkaufte. Eine Woche nach der Veröffentlichung von Sin pijama erschien mit Dura (Remix) die nächste Singleauskopplung von Becky G und Natasha am 27. April 2018. Dabei handelt es sich um einen Gastbeitrag, wobei sie zusammen mit Bad Bunny Daddy Yankee unterstützen, von dem das Original stammt. Die Verkäufe des Remix werden denen des Originals hinzuaddiert, wodurch dieser keine eigenständigen Chartplatzierungen erzielen konnte. Das Original avancierte unter anderem zum Nummer-eins-Hit in Spanien. Am 7. September 2021 erschien für den deutschsprachigen Raum ein Remix zu Ram pam pam mit Vanessa Mai.

## Diskografie
Studioalben

| Jahr | Titel Musiklabel                          | Höchstplatzierung, Gesamtwochen, AuszeichnungChartplatzierungen (Jahr, Titel, Musiklabel, Platzierungen, Wochen, Auszeichnungen, Anmerkungen) | Höchstplatzierung, Gesamtwochen, AuszeichnungChartplatzierungen (Jahr, Titel, Musiklabel, Platzierungen, Wochen, Auszeichnungen, Anmerkungen) | Höchstplatzierung, Gesamtwochen, AuszeichnungChartplatzierungen (Jahr, Titel, Musiklabel, Platzierungen, Wochen, Auszeichnungen, Anmerkungen) | Höchstplatzierung, Gesamtwochen, AuszeichnungChartplatzierungen (Jahr, Titel, Musiklabel, Platzierungen, Wochen, Auszeichnungen, Anmerkungen) | Höchstplatzierung, Gesamtwochen, AuszeichnungChartplatzierungen (Jahr, Titel, Musiklabel, Platzierungen, Wochen, Auszeichnungen, Anmerkungen) | Höchstplatzierung, Gesamtwochen, AuszeichnungChartplatzierungen (Jahr, Titel, Musiklabel, Platzierungen, Wochen, Auszeichnungen, Anmerkungen) | Höchstplatzierung, Gesamtwochen, AuszeichnungChartplatzierungen (Jahr, Titel, Musiklabel, Platzierungen, Wochen, Auszeichnungen, Anmerkungen) | Anmerkungen                                                 |
| Jahr | Titel Musiklabel                          | DE | AT | CH | UK | US | Latin | ES | Anmerkungen                                                 |
| ---- | ----------------------------------------- | --- | --- | --- | --- | --- | --- | --- | ----------------------------------------------------------- |
| 2019 | Mala Santa Kemosabe Records               | — | — | — | — | US85 (1 Wo.)US | Latin3 ×7Siebenfachplatin · (81 Wo.)Latin | ES20 (36 Wo.)ES | Erstveröffentlichung: 17. Oktober 2019 Verkäufe: + 390.000  |
| 2022 | Esquemas Kemosabe Records / RCA Records   | — | — | — | — | US92 (3 Wo.)US | Latin5 ×3Dreifachplatin · (61 Wo.)Latin | ES28 (27 Wo.)ES | Erstveröffentlichung: 13. Mai 2022 Verkäufe: + 340.000      |
| 2023 | Esquinas Kemosabe Records / RCA Records   | — | — | — | — | US109 (2 Wo.)US | Latin7 (31 Wo.)Latin | — | Erstveröffentlichung: 28. September 2023 Verkäufe: + 70.000 |
| 2024 | Encuentros Kemosabe Records / RCA Records | — | — | — | — | — | Latin15 (6 Wo.)Latin | — | Erstveröffentlichung: 10. Oktober 2024                      |

## Auszeichnungen und Nominierungen
| Jahr | Kategorie                                     | Nominiert | Ergebnis        |
| ---- | --------------------------------------------- | --------- | --------------- |
| 2015 | Künstler des Jahres                           | Becky G   | nominiert       |
| 2017 | Hot Latin Songs Künstler des Jahres, weiblich | Becky G   | nominiert       |
| 2018 | Hot Latin Songs Künstler des Jahres, weiblich | Becky G   | nominiert       |
| 2019 | Hot Latin Songs Künstler des Jahres, weiblich | Becky G   | noch ausstehend |

| Jahr | Kategorie                          | Nominiert                   | Ergebnis  |
| ---- | ---------------------------------- | --------------------------- | --------- |
| 2016 | Favorite Pop/Rock Female Artist    | Becky G                     | gewonnen  |
| 2018 | Favorite Female Artist of the Year | Becky G                     | gewonnen  |
| 2018 | Favorite Urban Song                | "Mayores" (feat. Bad Bunny) | gewonnen  |
| 2018 | Song of the Year                   | "Mayores" (feat. Bad Bunny) | nominiert |

| Jahr | Kategorie                              | Nominiert | Ergebnis  |
| ---- | -------------------------------------- | --------- | --------- |
| 2013 | Revelation Young                       | Becky G   | nominiert |
| 2015 | Meine Künstlerin (Mi Artista) Pop/Rock | Becky G   | nominiert |
| 2015 | Favorit Hit                            | "Shower"  | gewonnen  |
| 2016 | Meine Künstlerin (Mi Artista) Pop/Rock | Becky G   | nominiert |
| 2016 | Mi Tuitero Favorito                    | Becky G   | nominiert |
| 2016 | Bester Style                           | Becky G   | nominiert |
| 2017 | Best Fashionista                       | Becky G   | nominiert |

| Jahr | Kategorie                       | Nominiert         | Ergebnis        |
| ---- | ------------------------------- | ----------------- | --------------- |
| 2015 | Pop Female Artist of the Year   | Becky G           | nominiert       |
| 2019 | Female Urban Artist of the Year | Becky G           | noch ausstehend |
| 2019 | Urban Song of the Year          | "Sin Pijama"      | noch ausstehend |
| 2019 | Urban Song of the Year          | "Dura (Remix)"    | noch ausstehend |
| 2019 | Remix of the Year               | "Dura (Remix)"    | noch ausstehend |
| 2019 | Urban Collaboration of the Year | "Dura (Remix)"    | noch ausstehend |
| 2019 | Urban Collaboration of the Year | "Mi Mala (Remix)" | noch ausstehend |

| Jahr | Kategorie                  | Nominiert       | Ergebnis  |
| ---- | -------------------------- | --------------- | --------- |
| 2014 | Best New Artist            | Becky G         | gewonnen  |
| 2014 | Artist with the Best Style | Becky G         | nominiert |
| 2015 | Catchiest New Song         | "Shower"        | gewonnen  |
| 2015 | Artist with the Best Style | Becky G         | gewonnen  |
| 2016 | Artist with the Best Style | Becky G         | gewonnen  |
| 2016 | Best Song To Dance To      | "Break a Sweat" | nominiert |

| Jahr | Kategorie                        | Nominiert       | Ergebnis  |
| ---- | -------------------------------- | --------------- | --------- |
| 2014 | Choice Summer Music Star: Female | Becky G         | nominiert |
| 2014 | Choice Music: Breakout Artist    | Becky G         | nominiert |
| 2016 | Choice Music: Party Song         | "Break a Sweat" | nominiert |
| 2016 | Choice TV: Scene Stealer         | Empire          | nominiert |
| 2016 | Choice Style: Female             | Becky G         | nominiert |
| 2017 | Choice Sci-Fi Movie Actress      | Power Rangers   | nominiert |
| 2018 | Choice Latin Arist               | Becky G         | nominiert |

## Filmografie
- 2008: La estación de la Calle Olvera (Fernsehfilm)
- 2011: House of sin
- 2015: Austin & Ally (Fernsehserie, Episode 4x10)
- 2015: Empire (Fernsehserie, 2 Episoden)
- 2017: Power Rangers
- 2018: A.X.L.
- 2022: Good Mourning
- 2023: Blue Beetle (Stimme)